# Hvarf/Heim
Hvarf/Heim — сборник альтернативных версий песен исландской группы Sigur Rós, вышедший в 2007 году.

## Об альбоме
Оригинальный CD содержит два диска: Hvarf включает в себя ранее неопубликованные песни (туда также вошла песня «Hafsól», ставшая би-сайдом к синглу «Hoppípolla» в 2005 году), Heim содержит акустические версии уже известных песен группы. Песни с Heim включены в документальный фильм-концерт группы Heima.

## Список композиций

### Hvarf["исчезнувшие" или «сбежавшие»]
1. «Salka» — 6:06 [The name of Georg’s stepdaughter], previously unreleased
2. «Hljómalind» — 4:53 (Formerly known as «Rokklagið» ["The Rock Song"]), previously unreleased
3. «Í Gær» — 6:22 (Formerly known as «Lagið Í Gær») ["Yesterday"], previously unreleased
4. «Von» ('Hvarf' version) — 9:12 ["Hope"], original version on Von
5. «Hafsól» (2005 version) — 9:46 ["Sea Sun"], same version as on «Hoppípolla», original version on Von

### Heim["дома"]
1. «Samskeyti» ('Heim' version) — 5:20 ["Attachment"], original version on ( )
2. «Starálfur» ('Heim' version) — 5:25 ["Staring Elf"], original version on Ágætis byrjun
3. «Vaka» ('Heim' version) — 5:17 [The name of Orri’s daughter], original version on ( )
4. «Ágætis byrjun» ('Heim' version) — 6:35 ["A good beginning"], original version on Ágætis byrjun
5. «Heysátan» ('Heim' version) — 4:40 ["The Haystack"], original version on Takk...
6. «Von» ('Heim' version) — 8:14 ["Hope"], original version on Von